# Multizbiór
Multizbiór (także wielozbiór, ang. multiset) – uogólnienie pojęcia zbioru, w którym w odróżnieniu od klasycznych zbiorów jeden element może występować wiele razy. Nie jest jednak dana żadna ich kolejność i tym multizbiór różni się od krotki.
Zbiory {\displaystyle \{1,2,3\},} {\displaystyle \{3,2,1\}} i {\displaystyle \{1,2,2,3\}} są identyczne.
Multizbiory {\displaystyle \{1,2,3\}} i {\displaystyle \{3,2,1\}} są identyczne, {\displaystyle \{1,2,2,3\}} jest jednak inny.